# Месия на бъдещето
„Месия на бъдещето“ (на английски: The Postman) е американски пост-апокалиптичен филм от 1997 година, базиран на романа „Пощальонът“ на Дейвид Брин.

## В ролите
| Актьор        | Роля                 |
| ------------- | -------------------- |
| Кевин Костнър | пощальонът           |
| Уил Патън     | генерал Бетлехем     |
| Ларенц Тейт   | Форд Линкълн Мъркюри |
| Оливия Уилямс | Аби                  |
| Джеймс Русо   | капитан Айдахо       |

## Награди и номинации
| Награда        | Категория                          | Номиниран(и)                     | Резултат  |
| -------------- | ---------------------------------- | -------------------------------- | --------- |
| Сатурн         | Най-добър научнофантастичен филм   | Най-добър научнофантастичен филм | номинация |
| Сатурн         | Най-добър актьор                   | Кевин Костнър                    | номинация |
| Сатурн         | Най-добър актьор в поддържаща роля | Уил Патън                        | номинация |
| Златна малинка | Най-лош филм                       | Най-лош филм                     | награда   |
| Златна малинка | Най-лоша оригинална песен          | Най-лоша оригинална песен        | награда   |
| Златна малинка | Най-лош режисьор                   | Кевин Костнър                    | награда   |
| Златна малинка | Най-лош актьор                     | Кевин Костнър                    | награда   |
| Златна малинка | Най-лош сценарий                   | Ерик Рот и Брайън Хелгеленд      | награда   |